# Prismă triunghiulară augmentată
În geometrie prisma triunghiulară augmentată este un poliedru convex construit prin augmentarea unei prisme triunghiulare prin atașarea unei piramide pătrate (J1) la una din fețele sale laterale. Este poliedrul Johnson J49. Poliedrul rezultat are o oarecare aseamănare cu girobifastigium (J26), diferența fiind că acesta din urmă este construit prin atașarea unei a doua prisme triunghiulare în loc de o piramidă pătrată. Având 8 fețe, este un octaedru, însă neregulat.
Este figura vârfului politopului neuniform 2−p duoantiprismă (dacă p ≥ 2). Deși p = 3 ar produce un echivalent geometric identic cu poliedrul Johnson, îi lipsește o sferă circumscrisă care să treacă prin toate vârfurile.
Duala sa, o bipiramidă triunghiulară cu unul dintre vârfurile sale cu 4 valențe trunchiat, poate fi găsită ca celule ale duoantitegumelor 2−p (duale ale 2−p duoantiprismelor).

## Mărimi asociate
Pentru o prismă triunghiulară augmentată cu lungimea laturilor egală cu 2 coordonatele vârfurilor sunt date de:
{\displaystyle (0;\;\pm 1;\;{\sqrt {3}}),}
{\displaystyle (\pm 1;\;\pm 1;\;0),}
{\displaystyle (0;\;0;\;-{\sqrt {2}}).}
În acest caz, axa de simetrie a poliedrului va coincide cu axa Oz, iar două plane de simetrie vor coincide cu planele xOz și yOz.
Următoarele formule pentru arie, A și volum, V sunt stabilite pentru lungimea laturilor tuturor poligoanelor (care sunt regulate) a:
{\displaystyle A=\left(2+{\frac {3{\sqrt {3}}}{2}}\right)a^{2}\approx 4,5980762~a^{2},}
{\displaystyle V=\left({\frac {\sqrt {2}}{6}}+{\frac {\sqrt {3}}{4}}\right)a^{3}\approx 0,6687150~a^{3}.}